# Esqui cross-country nos Jogos Olímpicos de Inverno de 2002 - 50 km clássico masculino
A competição de 50 km estilo clássico masculino do esqui cross-country nos Jogos Olímpicos de Inverno de 2002 ocorreu no dia 23 de fevereiro no Soldier Hollow.

## Medalhistas
| Ouro   | RUS Mikhail Ivanov      |
| Prata  | EST Andrus Veerpalu     |
| Bronze | NOR Odd-Bjørn Hjelmeset |

## Resultados
| Posição           | Atleta                   | Tempo     |
| ----------------- | ------------------------ | --------- |
| Medalha de ouro   | RUS Mikhail Ivanov       | 2:06:20.8 |
| Medalha de prata  | EST Andrus Veerpalu      | 2:06:44.5 |
| Medalha de bronze | NOR Odd-Bjørn Hjelmeset  | 2:08:41.5 |
| 4                 | GER Andreas Schlütter    | 2:08:54.8 |
| 5                 | AUT Mikhail Botvinov     | 2:09:21.7 |
| 6                 | JPN Hiroyuki Imai        | 2:09:41.3 |
| 7                 | NOR Anders Aukland       | 2:10:05.7 |
| 8                 | CZE Lukáš Bauer          | 2:10:41.9 |
| 9                 | NOR Frode Estil          | 2:10:44.8 |
| 10                | NOR Erling Jevne         | 2:12:06.6 |
| 11                | ITA Giorgio Di Centa     | 2:12:59.6 |
| 12                | SVK Martin Bajčičák      | 2:13:07.9 |
| 13                | KAZ Andrey Nevzorov      | 2:13:53.1 |
| 14                | ITA Fabio Maj            | 2:14:32.4 |
| 15                | RUS Vladimir Vilisov     | 2:14:37.5 |
| 16                | SWE Magnus Ingesson      | 2:14:48.6 |
| 17                | SWE Per Elofsson         | 2:14:50.6 |
| 18                | EST Raul Olle            | 2:15:00.0 |
| 19                | CZE Jiří Magál           | 2:15:06.8 |
| 20                | ESP Juan Jesús Gutiérrez | 2:15:14.4 |
| 21                | GER Jens Filbrich        | 2:15:44.8 |
| 22                | UKR Roman Leibiuk        | 2:15:50.9 |
| 23                | KAZ Andrey Golovko       | 2:16:42.2 |
| 24                | RUS Sergey Kryanin       | 2:16:59.8 |
| 25                | SVK Ivan Bátory          | 2:17:25.2 |
| 26                | ITA Fabio Santus         | 2:17:41.4 |
| 27                | JPN Masaaki Kozu         | 2:17:51.9 |
| 28                | RUS Aleksey Prokurorov   | 2:18:30.4 |
| 29                | SWE Mathias Fredriksson  | 2:18:42.1 |
| 30                | FIN Sami Pietilä         | 2:19:10.7 |
| 31                | FIN Karri Hietamäki      | 2:19:32.0 |
| 32                | SUI Wilhelm Aschwanden   | 2:19:33.9 |
| 33                | USA John Bauer           | 2:19:35.7 |
| 34                | KAZ Maksim Odnodvortsev  | 2:19:50.3 |
| 35                | KAZ Igor Zubrilin        | 2:20:25.7 |
| 36                | LIE Markus Hasler        | 2:20:31.8 |
| 37                | SUI Reto Burgermeister   | 2:20:43.3 |
| 38                | JPN Katsuhito Ebisawa    | 2:21:05.3 |
| 39                | CAN Donald Farley        | 2:21:26.5 |
| 40                | BLR Aleksey Tregubov     | 2:22:29.3 |
| 41                | JPN Hiroshi Kudo         | 2:23:02.3 |
| 42                | CZE Petr Michl           | 2:23:43.3 |
| 43                | LTU Ričardas Panavas     | 2:23:56.4 |
| 44                | BLR Aleksandr Sannikov   | 2:24:14.2 |
| 45                | SUI Patrick Rölli        | 2:24:34.4 |
| 46                | BLR Aleksandr Shalak     | 2:24:37.2 |
| 47                | FIN Kuisma Taipale       | 2:24:40.5 |
| 48                | EST Meelis Aasmäe        | 2:27:18.8 |
| 49                | CZE Milan Šperl          | 2:28:28.8 |
| 50                | LTU Vladislavas Zybaila  | 2:29:27.4 |
| 51                | USA Andrew Johnson       | 2:32:44.3 |
| 52                | CRO Damir Jurčević       | 2:35:54.9 |
| 53                | CRO Denis Klobučar       | 2:35:58.8 |
| 54                | CHN Han Dawei            | 2:44:50.0 |
| 55                | LTU Vadim Gusevas        | 2:45:23.0 |
| 56                | ARM Aram Hadzhiyan       | 2:48:48.1 |
| 57                | BRA Alexander Penna      | 3-23:58.7 |
|                   | ESP Haritz Zunzunegui    | DNF       |
|                   | USA Justin Wadsworth     | DNF       |
| DSQ               | ESP Johann Mühlegg       | 2:06:05.9 |
| DSQ               | AUT Marc Mayer           | 2:16:51.1 |

Legenda
| Recorde mundial      | Recorde mundial (World record)               |                       | Recorde africano                      | Recorde africano (African) |                                           | Q | Classificado por posição (Qualified) |
| Recorde olímpico     | Recorde olímpico (Olympic record)            | Recorde da América    | Recorde da América (Americas)         | q                          | Classificado por melhor tempo (Qualified) |   |                                      |
| Melhor marca do ano  | Melhor marca do ano (World leading)          | Recorde asiático      | Recorde asiático (Asian)              | DNS                        | Não largou (Did not start)                |   |                                      |
| Recorde nacional     | Recorde nacional (National record)           | Recorde europeu       | Recorde europeu (European)            | DNF                        | Não terminou (Did not finish)             |   |                                      |
| Recorde pessoal      | Recorde pessoal do atleta (Personal best)    | Recorde da Oceania    | Recorde da Oceania (Oceania)          | DSQ / DQ                   | Desclassificado (Disqualified)            |   |                                      |
| Recorde da temporada | Recorde da temporada do atleta (Season best) | Recorde sul-americano | Recorde sul-americano (South America) | NM                         | Sem marca (No mark)                       |   |                                      |